# Приштина
При́штина (серб. Приштина / Priština [pˈɾiʃtina]; алб. Prishtinë, Prishtina [pˈɾiʃtiːna], прослушатьо файле) — город на Балканском полуострове. С 2008 года является предметом территориального спора между частично признанной Республикой Косово, фактически контролирующей город (считает его своей столицей), и Сербией, в признанных некоторыми странами пределах которой расположен город (считает его столицей автономного края Косово и Метохия). Население составляет 198 000 жителей, преимущественно албанцы (97,77 % на 2011 год).

## Этимология
Название города может быть получено из праславянского диалектного слова pryščina, что означает «источник, родник»; это слово в форме pryština также присутствует в моравских говорах чешского языка; вероятно, топоним происходит от глагола pryskati, что означает «брызгать» или «прыскать» (современное серб. прскати). Топоним «Приштина» также фигурирует как название деревни возле Теслича в Боснии и Герцеговине.
Словенский лингвист Марко Сной предлагает происхождение топонима от славянской основы Prišьčь — притяжательное прилагательное от личного имени Prišьkъ (сохранилось в кайкавской фамилии Prišek, в старопольском личном имени Parzyszek и в польской фамилии Pryszczyk) и производного суффикса -ina, означающего принадлежность. Название, скорее всего, является отчеством от личного имени Prišь, сохранившегося как сербское Приш, и пол. Przybysz, уменьшительное от славянского личного имени Pribyslav. По мнению сербского лингвиста Александра Лома, этимология Сноя предполагает редкий и относительно поздний процесс формирования топонима.
По оценке В. А. Никонова, топоним отслеживается с XIV века, в старинных сербских песнях именуется «Белая Приштина».

## История
Во II в. н. э. основана римская колония Ульпиана, в VI веке переименованная в Юстиниану Вторую по имени императора Юстиниана, перестроившего колонию. На рубеже VI—VII веков — разрушена в ходе колонизации Балканского полуострова славянами.
Впервые Приштина упоминается в источниках в 892 года, а под современным названием — в 1342. Приштина была одним из центров средневекового сербского государства и служила королю Стефану Урошу II Милутину (1282—1321) резиденцией. Северо-западнее города в 1389 году состоялась битва на Косовом поле. После завоевания сербской столицы Смедерево в 1459 году Османской империей началось правление турок. Один из немногих памятников этой эпохи — Большой хаммам Приштины.
В 1912 году, во время Первой Балканской войны, сербы завоевали город. Во время Первой мировой войны город был аннексирован Болгарией и стал центром Приштинского округа. После окончания войны возвращён Сербии.
Во время Второй мировой войны Приштина была поставлена под итальянское управление. В 1943 году немцы оккупировали город. После освобождения 21 октября 1944 года Народно-освободительной армией Югославии, город вошёл в состав СФРЮ как часть Социалистической Республики Сербия. С 1946 являлась административным центром Косово-метохийской автономной области, с 1963 — края. По декрету коммунистического правительства, Приштина в 1974 году получила статус столицы свежесозданной Социалистической автономной провинции Косово.
В начале 1999 года, во время эскалации конфликта в Косове, город был сильно повреждён. Почти все сербы и другие неалбанцы бежали или были изгнаны из города. С 12 июня 1999 по 2003 год городской аэропорт «Слатина» находился под контролем российских войск.
С 2008 года Приштина является столицей частично признанной Республики Косово.

## География
Приштина находится в Северо-восточной части Косова близко к горам Гольяк. Из Приштины видно Шар-Планина, которые лежат на расстоянии в несколько километров на юге Косова и Метохии.

## Транспорт
Приштина является крупным узлом автомобильных, железнодорожных и воздушных сетей в Косове. Автобусы, поезда и самолёты обеспечивают транспортное сообщение между Приштиной и другими населёнными пунктами в регионе и за его пределами.

## Галерея

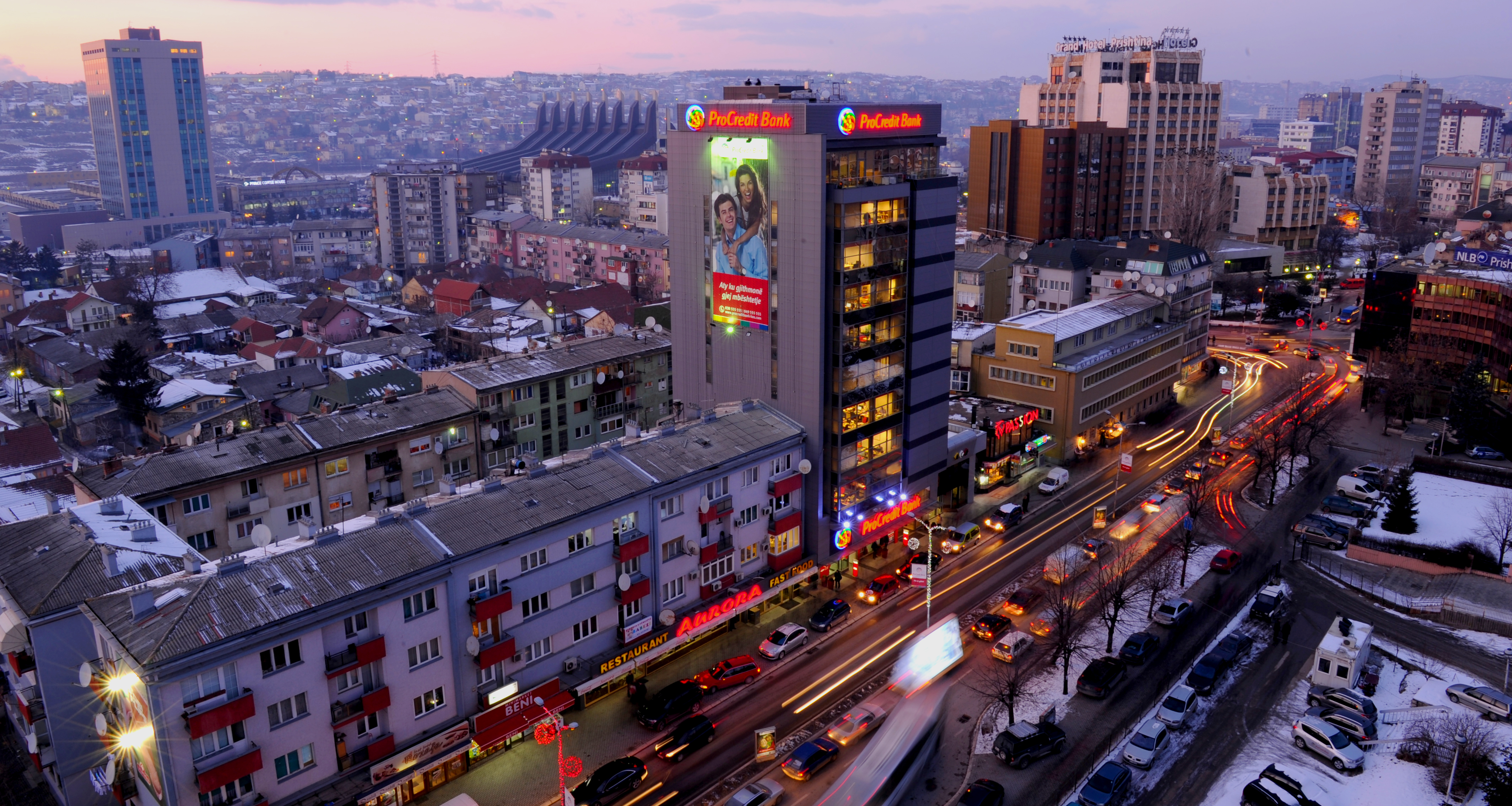
Современная Приштина
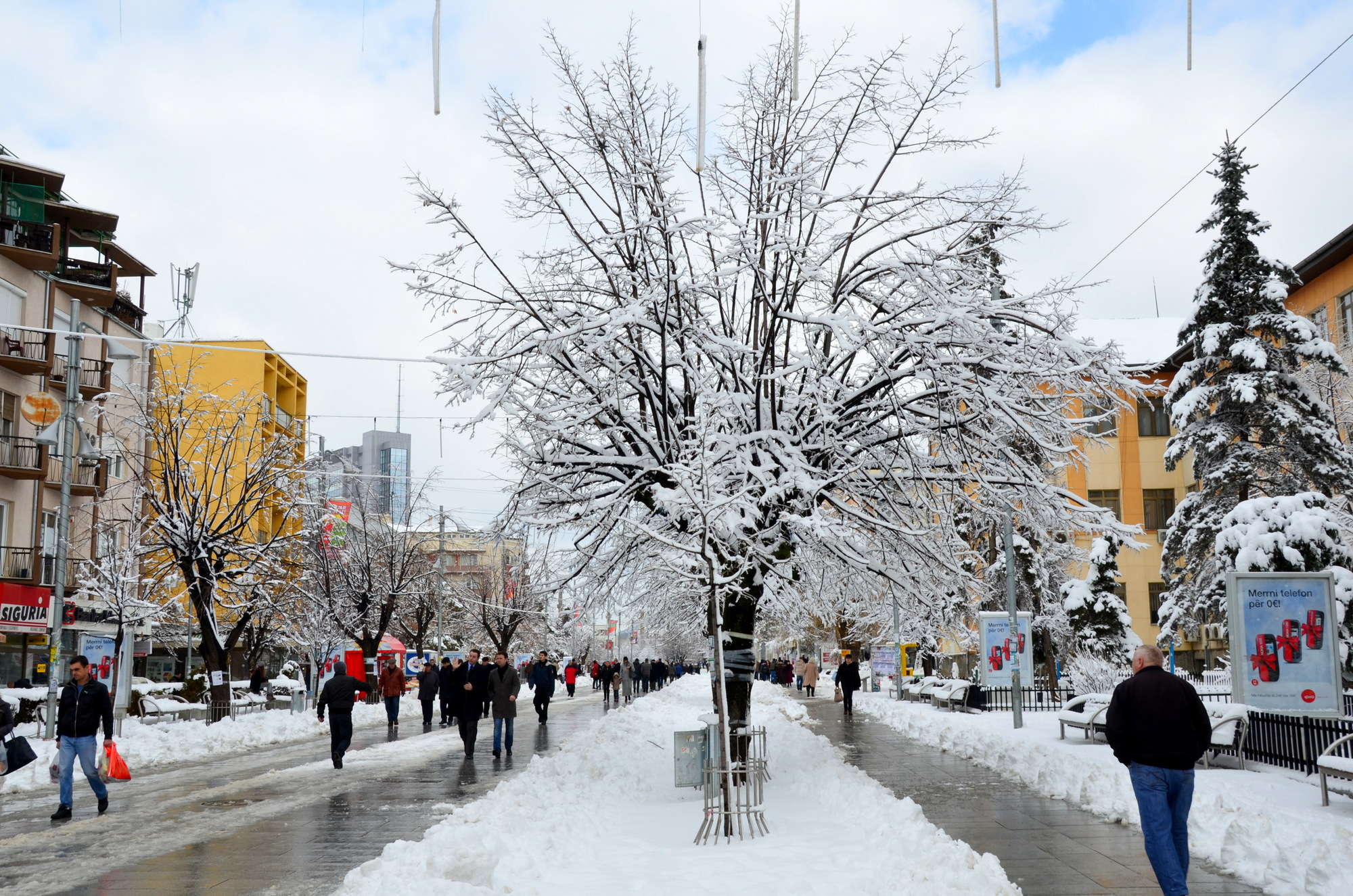
Современная Приштина
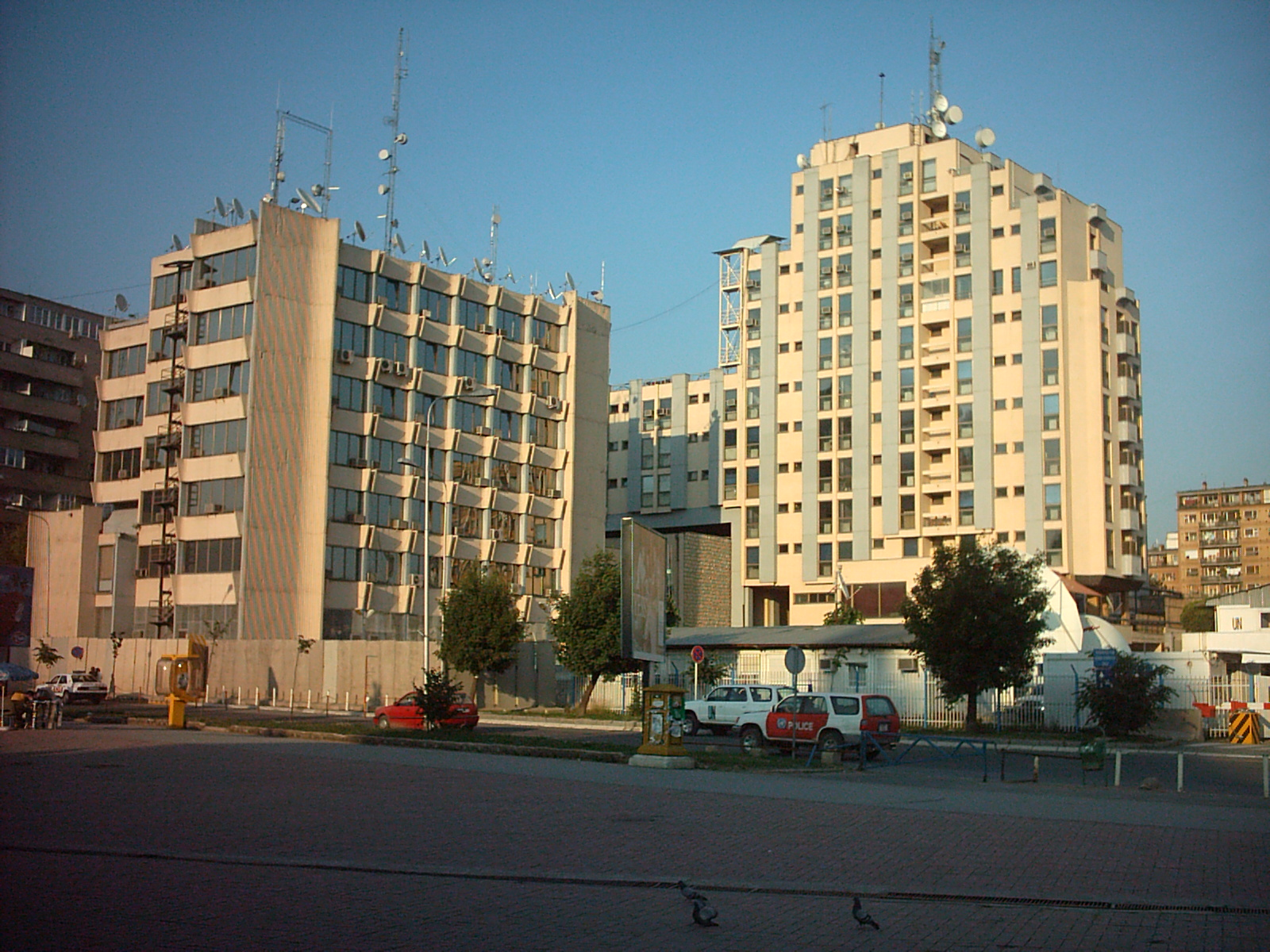
Штаб-квартира ООН в Косове
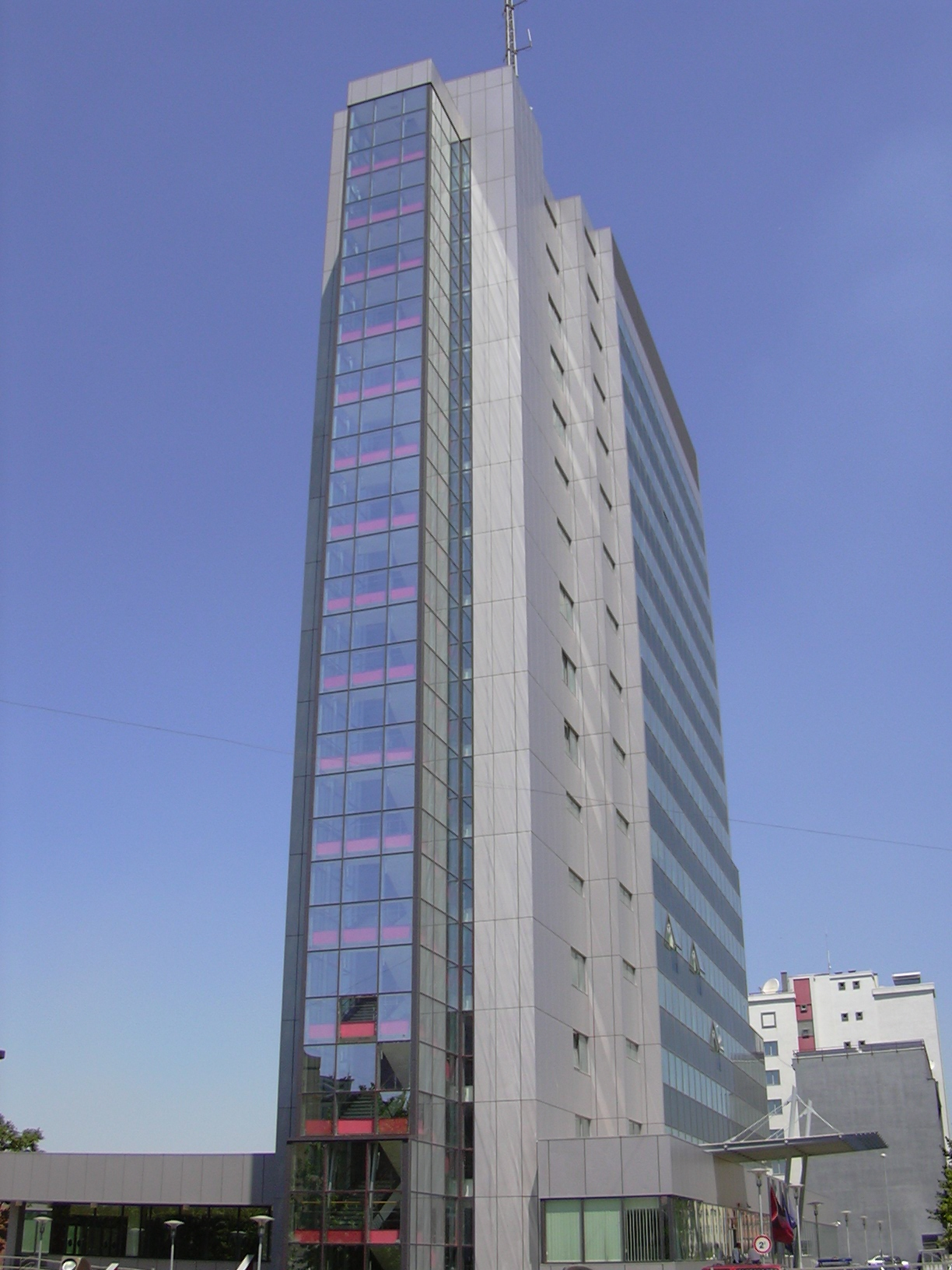
Штаб-квартира правительства
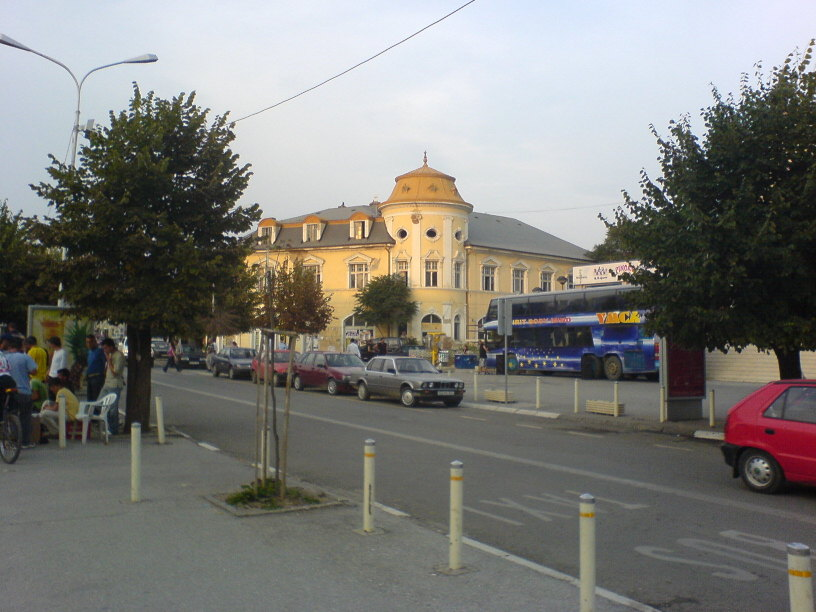
Улица Приштины
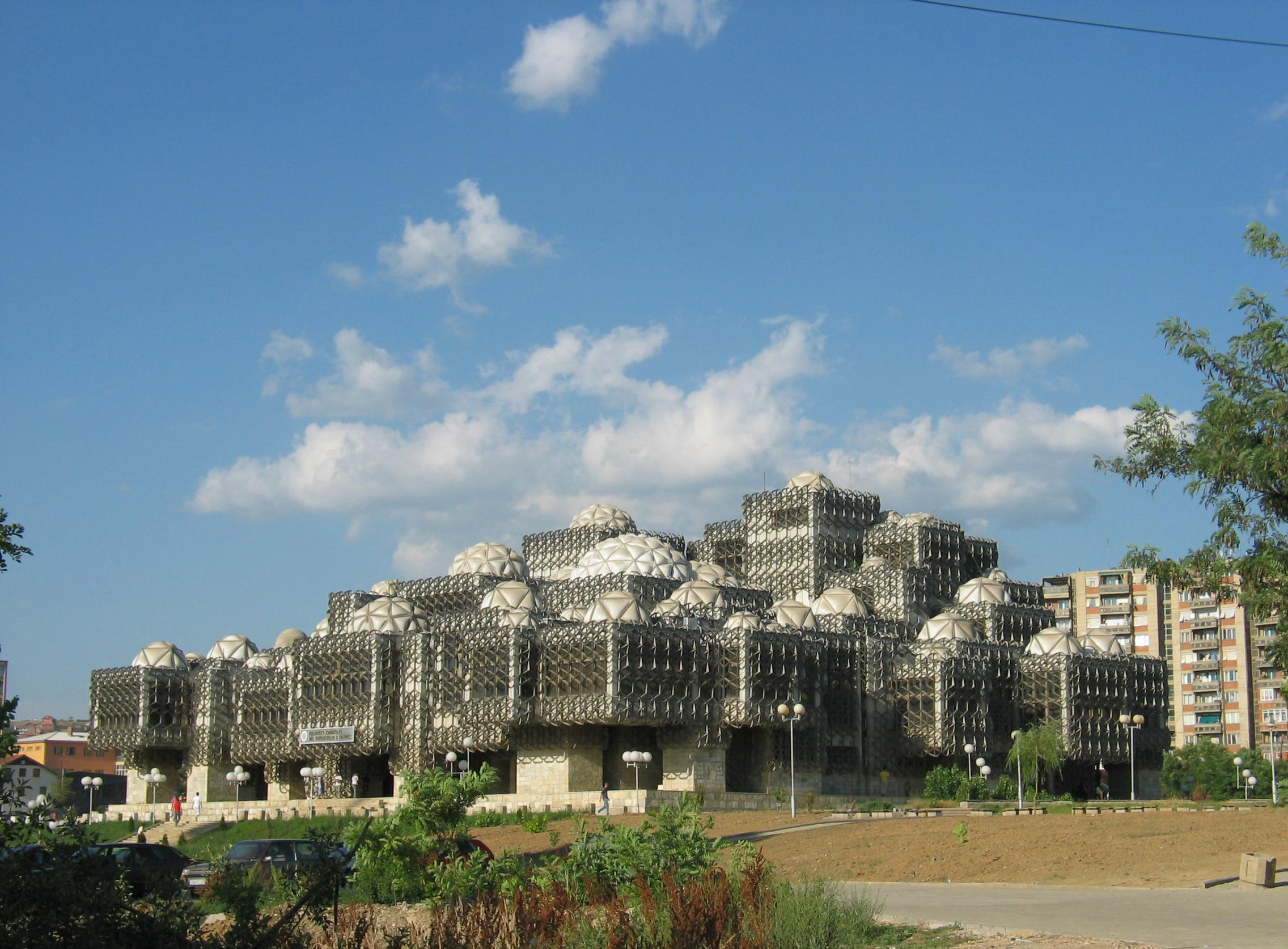
Библиотека в Приштине
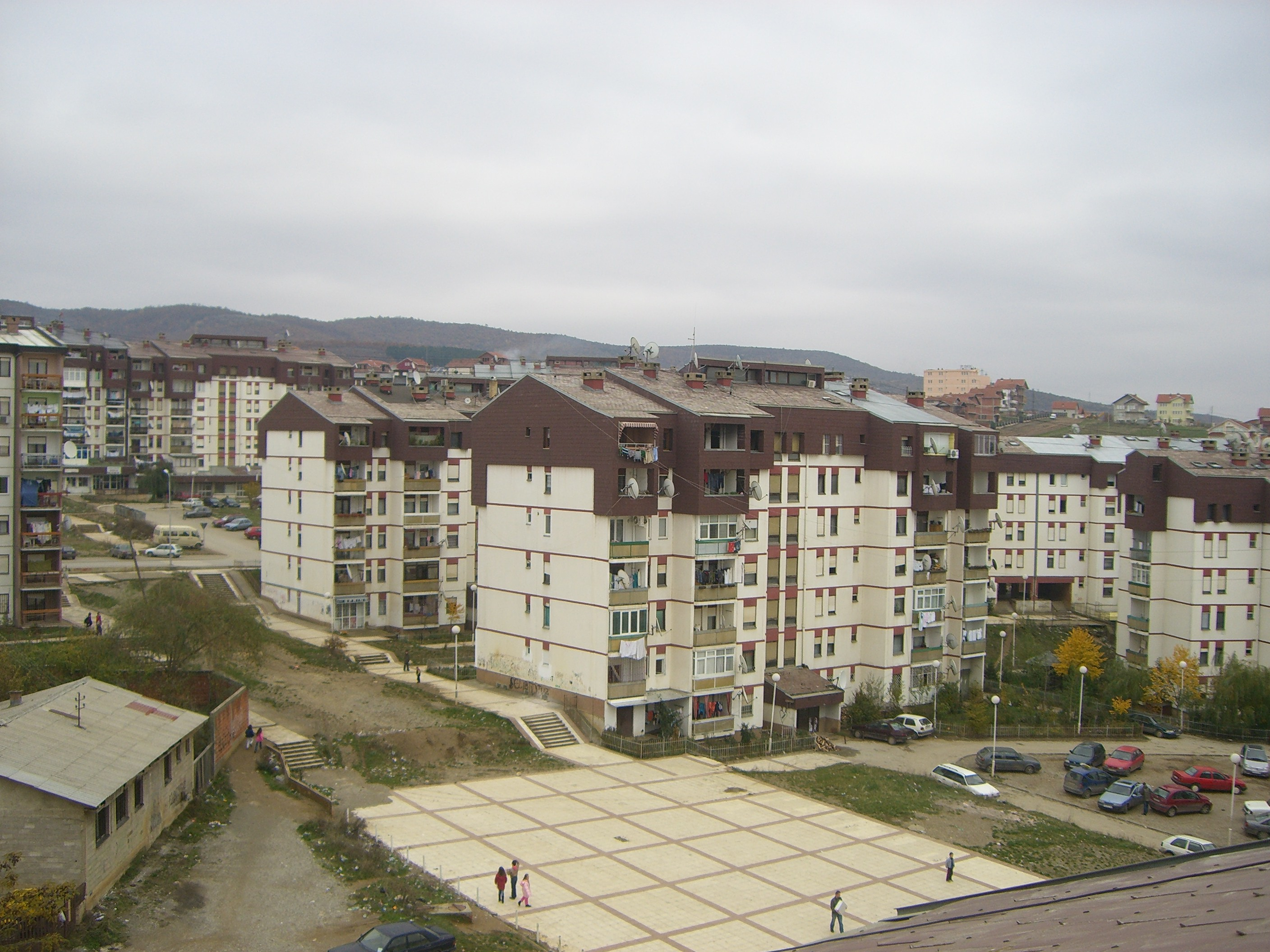
Белое здание
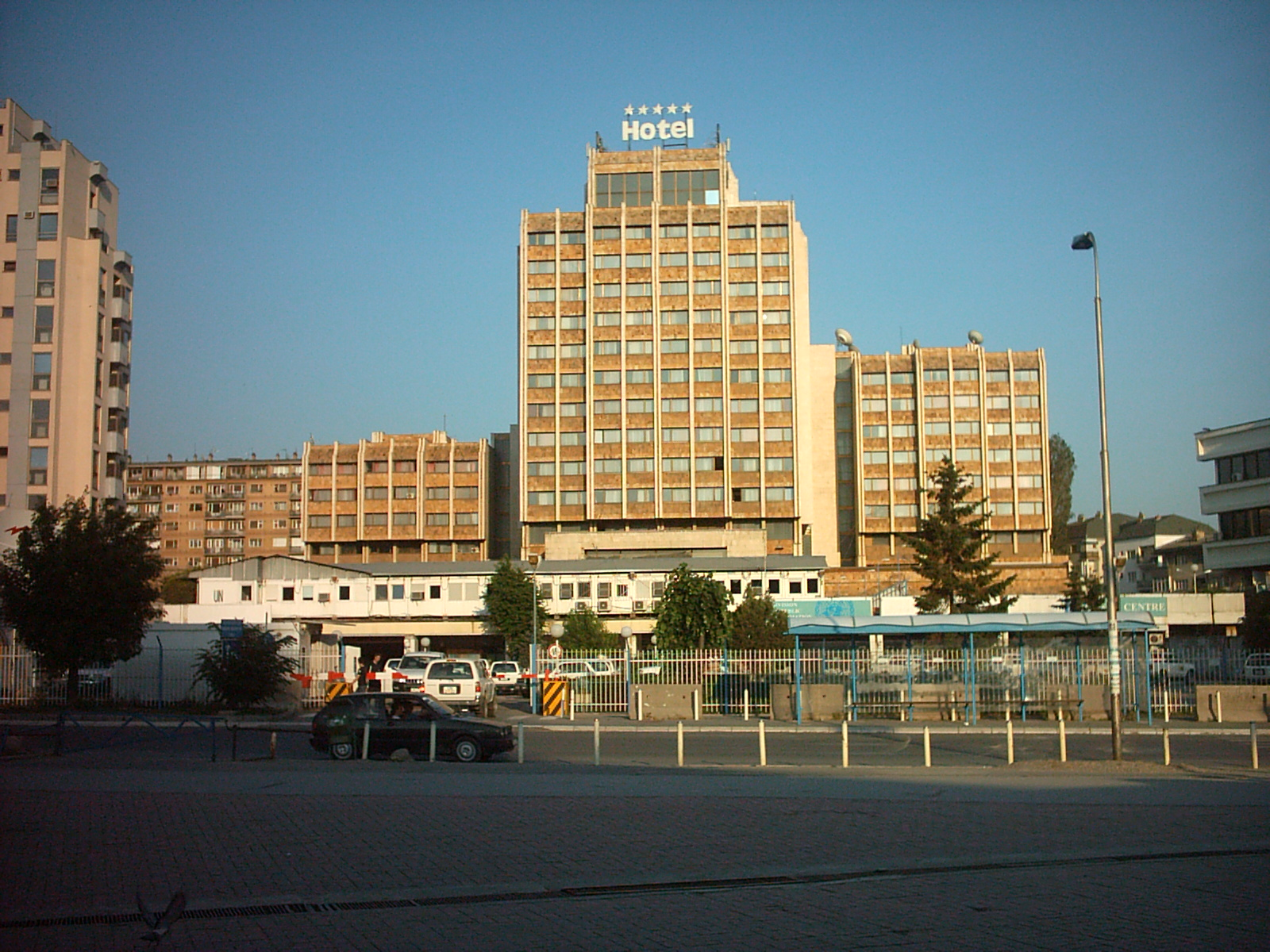
Гранд отель
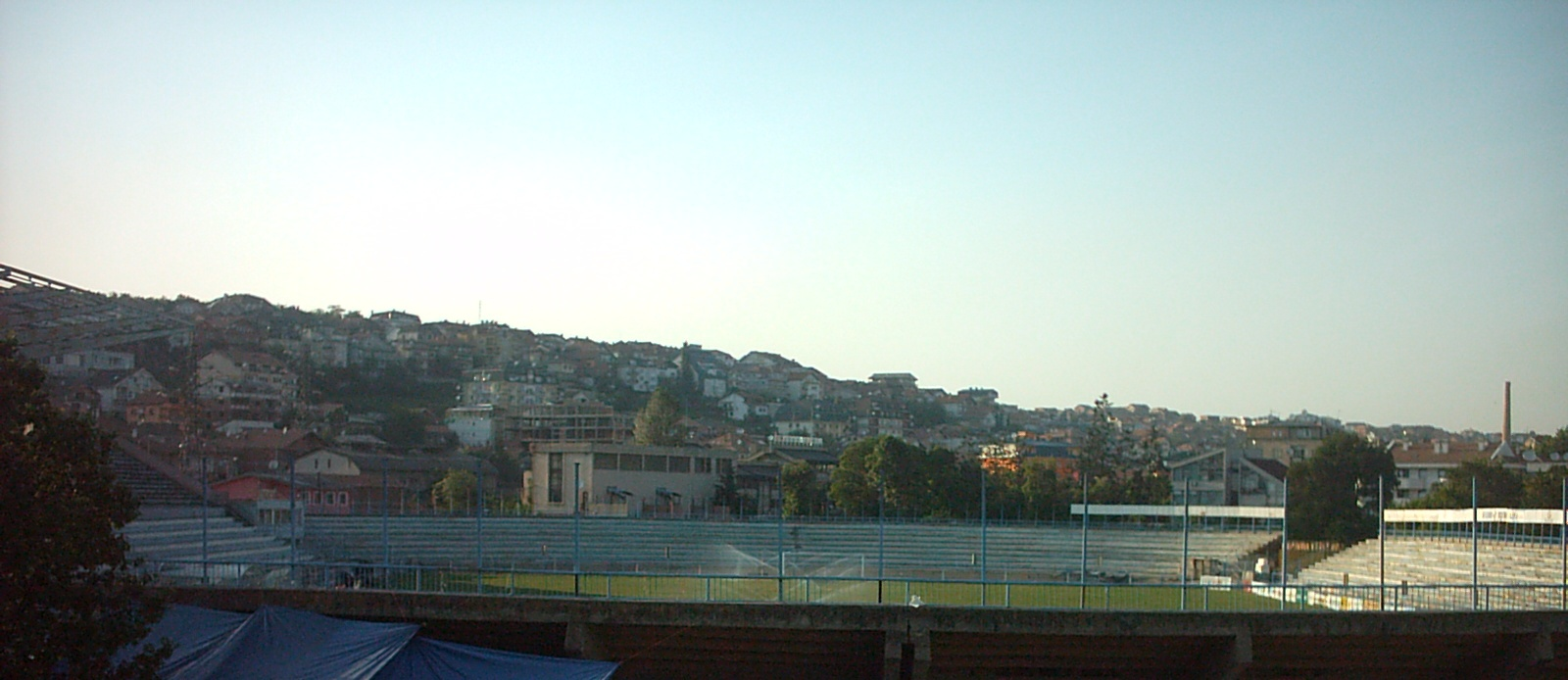
Городской стадион
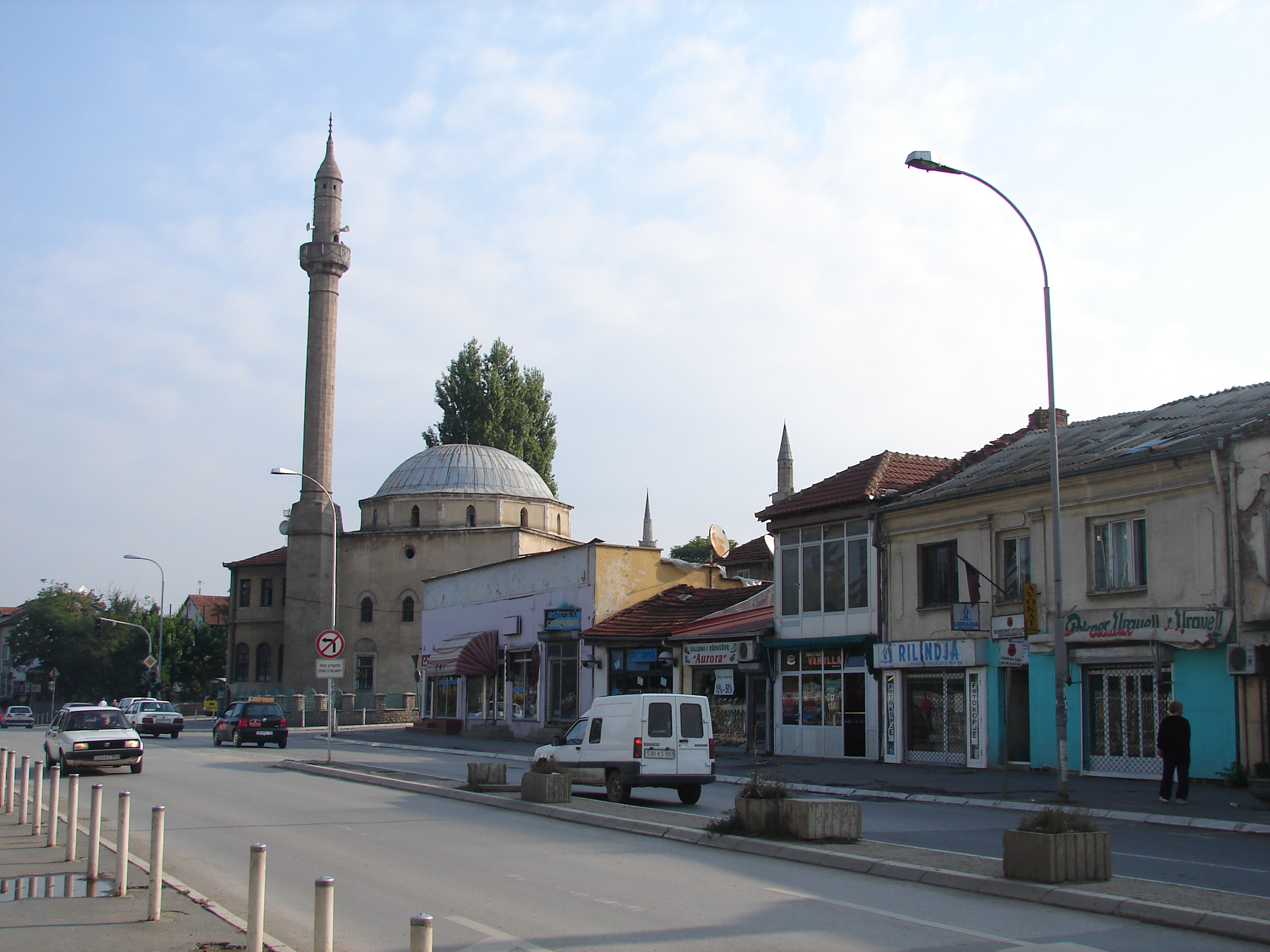
Мечеть в Приштине
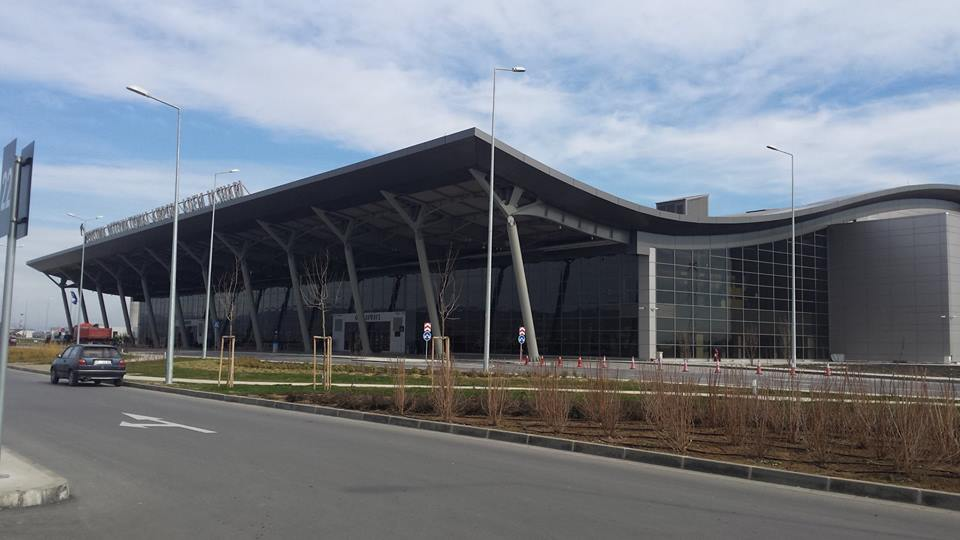
Международный аэропорт Приштины

## Панорама

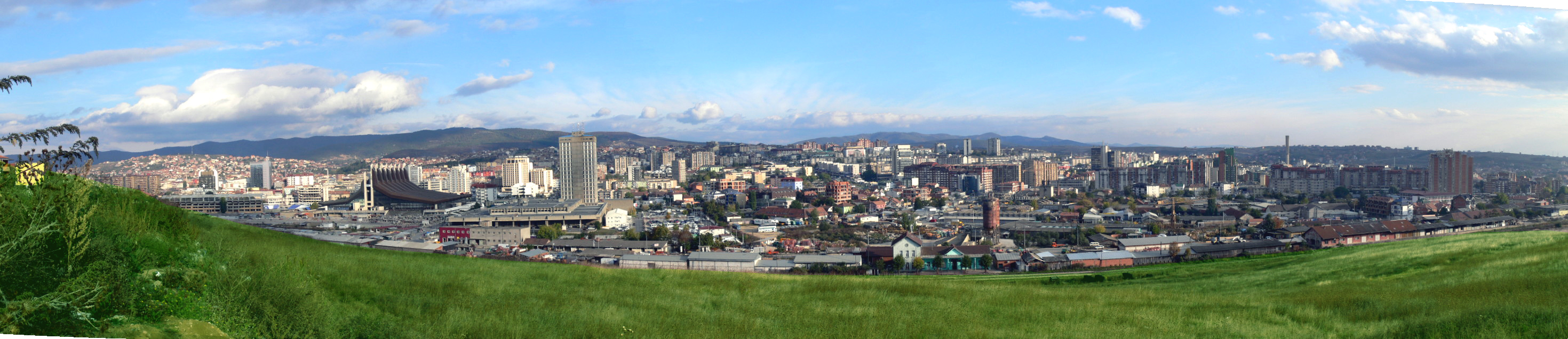
Панорама Приштины

## Административная принадлежность
| Сербская позиция                                           | Албанская позиция                            |
| ---------------------------------------------------------- | -------------------------------------------- |
| входит в Косовский округ автономного края Косово и Метохия | входит в Приштинский округ Республики Косово |